# Physical Review Letters
Physical Review Letters è una tra le più prestigiose riviste di fisica. Dal 1958 è pubblicata dalla American Physical Society come parte della serie Physical Review.
Physical Review Letters è specializzata in brevi articoli ("letters"), lunghi al massimo quattro o cinque pagine.